# خط لوله (رایانه)
برای اجرای دستورالعمل‌ها در پردازنده ابتدا فرض را بر این می‌گیریم که هر دستور در یک سیکل انجام می‌شود. یعنی در یک سیکل، فقط یک دستورالعمل در مسیر داده حرکت می‌کند.
سپس ایدهٔ pipeline(خط لوله) را برای کارایی بیشتر پردازنده ارائه می‌دهیم.
ابتدا کارمان را با طرح یک مثال آغاز می‌کنیم. فرض کنید می‌خواهید تعدادزیادی لباس را شسته، خشک کرده و در محلشان قرار دهید. پس ابتدا لباس‌ها را در لباسشویی قرار داده تا شسته شوند، سپس آن‌ها را از لباسشویی خارج کرده و در خشک کن قرار می‌دهید و پس از خشک شدن، از خشک کن خارج کرده و در مرحلهٔ بعد، در محلشان قرار می‌دهید؛ و باز به سراغ سری بعدی لباس‌ها رفته و برای آن‌ها نیز این مراحل را تکرار می‌کنید.
روش دیگر برای شستن تعداد زیاد لباس این است که در ابتدا تعدادی لباس را در لباسشویی قرار داده و پس از شسته شدن، آن‌ها را از لباسشویی خارج کرده و در خشک کن قرار می‌دهیم، منتهی از سوی دیگر، تعدادی لباس دیگر را وارد لباسشویی (که فعلاً بیکار است) می‌کنیم. اینطور در زمانمان صرفه جویی می‌کنیم (از وقتهای مردهٔ هر مرحله استفاده می‌کنیم).
حال به پردازنده بازمی‌گردیم تا ربط مثال فوق، مشخص شود. روش اول، معادل آن است که هر دستور، تنها در یک سیکل انجام شود و از آنجا که در یک سیکل، داده‌ها از عناصر موجود در مسیر داده تنها یک بار می‌گذرند پس در قسمتی از سیکل، بعضی عناصر داده بی‌مصرف می‌مانند.
استفاده از روش دوم معادل آن است که در هر سیکل، علاوه بر آنکه یک دستور، اجرا شده و در طول سیکل، از مسیر داده عبور می‌کند، به دنبال آن بقیه دستورها وارد مسیر داده شوند که در اینصورت، در یک سیکل، تعداد بیشتری از عناصر داده شده استفاده می‌شوند و در نتیجه، سرعت و کارایی بهبود می‌یابند.
پس pipeline، مجموعه‌ای از عناصر (مراحل) پردازش داده است که به صورت سری به یکدیگر متصلند و ورودی هر عنصر، خروجی عنصر قبلی است.
در تکنیک pipeline، چند دستور می‌توانند در یک زمان اجرا شوند. یعنی دستورها از لحاظ زمان اجرا دارای همپوشانی هستند.
در مثال فوق، مراحل ما سه‌گانه بودند (شستن، خشک کردن، تا کردن و در محل قرار دادن) اما در پردازنده‌های مختلف، تعداد مراحل، متفاوت است.
مثلاً در پردازنده‌های ARM و MIPS تعدادمراحل، ۵ است که شامل موارد زیر است:
1. fetch:بیرون کشیدن دستورالعمل از حافظه.
2. decode:خواندن دستورالعمل (برای فهمیدن نوع دستورالعمل) و تشخیص registerهای مورد نیاز.
3. execute:انجام محاسبات مانند محاسبهٔ آدرس پرش، جمع، تفریق و…(بسته به نوع دستور).
4. memory:دستیابی به حافظه (مثلاً برای نوشتن یا خواندن داده).
5. write back:بازنویسی نتیجه(نتیجهٔ محاسبات یا خواندن از حافظه) در register.

گاهی در پردازش به صورت خط لوله اتفاقاتی رخ می‌دهد که باعث می‌شود دستور بعدی برای پردازش آماده نباشد. به این اتفاقات، مخاطره گفته می‌شود که در ادامه به آن خواهیم پرداخت.

## مخاطرات خط لوله
با توجه به اتفاقاتی که برای دستوربعدی (که می‌خواهد وارد خط لوله شود) می‌افتد، مخاطرات به سه دسته تقسیم می‌شوند:
1. مخاطرات ساختاری
2. مخاطرات داده ای
3. مخاطرات کنترلی

### مخاطرات ساختاری
فرض کنید دو مرحله از خط لولهٔ ما فقط قابل استفاده در یک مرحله بود. مثلاً در مثال لباسشویی خشک کن و شستن لباس در یک مرحله انجام می‌شد. در اینصورت در این مرحله فقط یک دستور می‌تواند به یکی از این دو دسترسی داشته باشد و این باعث به وجود آمدن تأخیر در خط لوله می‌شود، چرا که به جای آنکه دو دستور در یک پالس ساعت یک گام جلو روند باید صبر کنیم تا یکی جلو رود و در پالس ساعت بعدی دیگری وارد این مرحله شود.
مثالی از این نوع مخاطره وجود یک حافظه برای دستورالعمل و داده به جای دو حافظه برای این دو است. وقتی یک حافظه داشته باشیم نمی‌توان در یک پالس ساعت هم از حافظه واکشی دستور داشته باشیم وهم داده از آن بگیریم در نتیجه مرحله یک و چهار به صورت هم‌زمان نمی‌توانند اجرا شوند. در صورت بروز این نوع مخاطره، برای رفع مشکل از روش تعلیق (حباب انداختن) استفاده می‌کنیم که در مباحث آتی به آن خواهیم پرداخت.

### مخاطرات داده‌ای
این مخاطره در صورتی رخ می‌دهد که دادهٔ مورد نیاز، که در دستور یا دستورها قبلی تهیه می‌شده، آماده نباشد. در صورت بروز این نوع مخاطره، بسته به نوع ایجاد آن به چند روش می‌توان مشکل را رفع کرد:
- تعلیق
- پیش فرستادن
- تغییر ترتیب کد اسمبلی برنامه

که در مباحث آتی به شرح این روش‌ها خواهیم پرداخت.

### مخاطرات کنترلی
هنگامی که یک دستور پرش شرطی وارد خط لوله می‌شود، دو حالت پیش می‌آید:یا پرش انجام می‌شود یا انجام نمی‌شود. اگر پرش انجام نشود برنامه و دستورالعملها روال عادی خود را طی می‌کنند. اما اگر پرش انجام شود، این بدین معنی است که دستورها بین دستور پرش و دستور مقصد پرش نباید اجرا شوند، یعنی نباید وارد خط لوله شوند در حالی که تا آدرس مقصد پرش محاسبه شود یک سری دستور وارد خط لوله شده‌اند و این باعث بروز مخاطره می‌شود.

### چگونه می‌توان مخاطرات را برطرف نمود؟
در این قسمت، شیوه‌هایی برای رفع مخاطره بسته به نوع آن ارائه می‌دهیم:

#### رفع مخاطرهٔ ساختاری
تنها راه آن تعلیق (قرار دادن دستور تهی در خط لوله) است. یعنی وقتی دستور اول از منبع مشترک استفاده می‌کند، دستور دوم منتظر بماند تابتواند در پالس ساعت بعدی از منبع، استفاده کند.